# Аспіратор
Аспіра́тор (англ. aspirator) — прилад, за допомогою якого здійснюється відбір проб повітря для газового аналізу та аналізу на запиленість.

## Використання
У підземних виробках, де необхідна іскровибухобезпека, використовують переносні аспіратори ежекторного типу з автономним живленням. У всіх інших гірничих виробках — ротаційні прилади з двигунами, що живляться від акумуляторів. У виробничих приміщеннях зі звичайними умовами — мережні аспіратори. Фільтрувальні пристрої аспіратора можуть знаходитися як всередині повітропроводу (внутрішня фільтрація), так і поза ним (зовнішня фільтрація). Внутрішня фільтрація використовується, якщо аспіратор розрахований на витрати повітря до 6 м³/год. Цей спосіб зручний тим, що при вологих газах не потребує спеціальних пристосувань для прогрівання фільтрів. У гірничих виробках та надшахтних спорудах, як правило, використовують аспіратори з внутрішньою фільтрацією.